# Cophura brevicornis
Cophura brevicornis är en tvåvingeart som först beskrevs av Samuel Wendell Williston  1883.  Cophura brevicornis ingår i släktet Cophura och familjen rovflugor. Inga underarter finns listade i Catalogue of Life.